# Geometra mandarinaria
Geometra mandarinaria là một loài bướm đêm trong họ Geometridae.